# Can Gomis (Santa Perpètua de Mogoda)
|  | Aquest article tracta sobre Can Gomis de Santa Perpètua de Mogoda. Vegeu-ne altres significats a «Can Gomis (desambiguació)». |

Can Gomis o Castell de Can Taió és una antiga masia de Santa Perpètua de Mogoda (Vallès Occidental) que forma part de l'Inventari del Patrimoni Arquitectònic de Catalunya. Actualment acull l'escola Barcanova.

## Història

### Orígens
El 1137, el llistat de caps de casa que pagaven el delme a la parròquia de Santa Perpètua de Mogoda citava, entre d'altres, Berenguer de Pons, el de  Ciriol (Can Lloberes); Bernat Pere d'Om (Can Miró) i Ramon Guadall (Can Taió). La suma d'aquests masos i d'altres com el mas Soler constituirien a partir del segle xiii l'actual Can Taió. El 1205, Pere Celler, paborde de la Seu de Barcelona va fer donació a Guillem Ceriol (o Ciriol) i als seus de diverses terres als paratges coneguts com a Comes i el Camp de Prat, a la parròquia de Sant Pere de Reixac. Un dels masos limítrofs era el mas Llobet d'Omet de Santa Perpètua de Mogoda. Posteriorment, els llistats del lloçol confirmaren l'existència del mas de Guillem Llobet (1275) i de Ramon Llobet (1295).

### Els Llobet
El 1456, els Llobet van comprar el mas Soler a Guillem Sala, mercader de Barcelona i responsable dels crèdits del mas assignat per la Cúria Reial, i el 1475 adquirien terres de la família Colomer al Prat d'Omet. Al segle xvi, el mas Llobet havia assolit una gran extensió de terres de diversos senyors alodials: Catedral de Barcelona, Santa Anna de Barcelona, Sant Pere de les Puel·les, Sant Miquel del Fai, Sant Cugat del Vallès i la parròquia de Santa Perpètua de Mogoda. El 1637, i per pagar diversos deutes, els germans Pau i Bartomeu Pedró i Llobet vengueren a carta de gràcia dues peces de terra que tenen al pla d'Omet per valor de 140 lliures. El 1647, la família Llobet vengueren el conjunt del mas a Pere Joan Rossell, doctor en drets de Barcelona i regent de la Reial Audiència, que recuperà també la part venuda anteriorment a Francesc Busquets.

### Els Duran-Milans
El 1665, Rossell vengué la finca a Antoni Pau Duran i Riera, també adroguer. El seu descendent Josep Francesc de Duran i Puig fou director de la Companyia de Comerç de Barcelona a Índies i agutzil major del Sant Ofici a Catalunya, i va implantar mètodes moderns als amidaments de les terres i va aixecar els plànols d'un projecte de mina d'aigua, i molt probablement, també va impulsar un important reforma a la masia, que prendria del nom dels masovers, la família Altaió. El 1754 s'havia casat amb la seva cosina tercera Maria Josepa de Duran i Braçó, senyora de Fonolleres, Corbera i la quadra de Llor, reunificant així les dues branques de la família.
La seva mort el 1794 va suposar un important conflicte familiar, i en el seu testament imposà un vincle per als descendents de la seva filla Gertrudis de Duran i de Duran, ja que desconfiava del seu gendre Narcís de Milans i de Tord i del seu net Francesc de Milans i de Duran. Aquest acabaria per impugnar-lo i n'aconseguiria l'anul·lació.

### Els Bonaplata
El 1847, Francesc de Milans i de Duran i el seu fill Ramon de Milans i de Gregorio vengueren la propietat al fabricant d'indianes Salvador Bonaplata i Corriol (1780-1855) per 49.000 lliures. A la seva mort el 1855, fou succeït pel seu fill Ramon Bonaplata i Nadal (1816-1869), que va ser regidor de l'Ajuntament de Barcelona i diputat a Corts pel partit de Granollers, i tingué una carrera molt curta com a industrial, dedicant-se a l'explotació agrícola a Can Taió. Va morir el 3 d'abril del 1869, deixant com a hereus els seus set fills, nascuts de dos matrimonis, a parts iguals.

### Els Güell-Gomis
El 1872, i per mandat judicial, les seves propietats van ser dividides en quatre lots per tal de subhastar-les al millor postor. El primer lot estava constituït per la finca de Can Taió, les quatre mines d'aigua (la mina del mas Costa, la mina Vella ara dita de Can Miró, la mina de la Vilanova o de la Font, i la mina de la Creueta) i va ser adjudicat per 60.000 duros a Joan Güell i Baucells, que ja havia comprat als Milans el mas Bell-lloc feia anys.

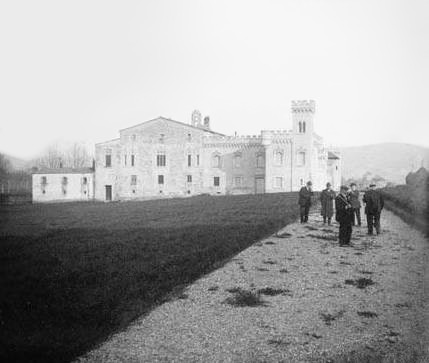
Can Taió abans de la reforma (entre 1900 i 1910)

Güell morí el 1874 i deixà com a pubilla la seva filla Josepa Güell i Quintana, casada amb Oleguer de Gomis i de Ros, net del botiguer de teles ennoblit Francesc de Gomis i Alzina. Josepa Güell va morir el 1901, i a l'inventari dels seus béns es descriu com era Can Taió abans de les reformes que hi va fer el seu fill Miquel de Gomis i Güell (1850-1933) fins al 1929 i que li van donar l'aspecte actual de castell neogòtic. Sembla que la idea va sorgir arran d'un viatge per Anglaterra, on va observar la distribució de les dependències agrícoles al voltant d'un gran pati d'armes.

### Guerra Civil
Amb l'esclat de la Guerra Civil, els Gomis van fugir i la finca va ser confiscada per Estat Català, que l'ocuparien durant poc temps. A la seva marxa (sembla que forçada), s'hi va instal·lar l'anomenat Batallón de la Muerte o Malatesta de les Brigades Internacionals, format per anarquistes italians que van rebatejar el castell com Francisco Ascaso. Hi van romandre fins al 1938 i va causar molts desperfectes als edificis, incloent la destrucció del mobiliari de la capella i de la resta d'estances. Al final de la guerra, Can Taió va allotjar diversos presoners procedents de la batalla de Terol, entre els quals hi havia el bisbe Anselmo Polanco Fontecha i el coronel Domingo Rey d'Harcourt, que acabarien essent afusellats al Pont de Molins el 7 de febrer del 1939.

### Institución Ángel de la Guarda
Un cop acabat el conflicte i retornada la finca als Gomis, aquests van comprovar que caldria una gran inversió per a tornar habitable el castell, i el 1950 el vengueren a la Junta Provincial de Menors per un preu equivalent al valor dels materials en cas d'enderrocament. El 1954, després de les obres de condicionament per a acollir-hi 300  noies, hi començà a funcionar la institució tutelada per les religioses de Jesús i Maria.
El 1980 va passar a mans de la Generalitat, que el convertí en un centre de protecció de menors i acollia nois.

## Arquitectura
És un conjunt arquitectònic al qual s'accedeix per una porta entremig de dues torres, semblants a les del Monestir de Poblet, que dona entrada a un pati porticat de forma rectangular al qual donen les altres edificacions. Aquest està format per arcs de mig punt rebaixat que recorden a molts patis dels palaus renaixentistes florentins.
L'edifici principal se situa a la part oposada de l'entrada. És de planta rectangular, distribuït en tres plantes i coronat per una galeria rematada per una filera de pinacles. Està cobert a quatre vessants. Els cossos que estan adossats estan coronats per merlets. A l'esquerra del cos central es troba la Torre de les aigües, d'estructura cilíndrica i que és el punt més alt del conjunt. A la banda dreta de l'entrada destaca la «Torre del silenci», coberta amb una teulada cònica.